# Pogorzelica Gryficka
Pogorzelica – stacja Nadmorskiej Kolei Wąskotorowej w Pogorzelicy, w województwie zachodniopomorskim, w Polsce. W latach 2011–2013 stacja została poddana gruntownemu remontowi wraz z odcinkiem Trzęsacz – Pogorzelica.